# Ivan Machač
Ivan Machač (17. července 1937 Praha – 28. prosince 2020) byl český chemik a vysokoškolský pedagog, v letech 1988 až 1990 rektor Vysoké školy chemicko-technologické v Pardubicích.
Narodil se v červenci 1937 v Praze. V roce 1961 absolvoval studium na Vysoké škole chemicko-technologické v Pardubicích. Poté začal působit na Katedře procesů a zařízení chemické-technologie, později přejmenované na Katedru chemického inženýrství, jež je součástí Fakulty chemicko-technologické Univerzity Pardubice. V roce 1969 se stal kandidátem chemických věd v oboru teorie chemické techniky. V roce 1977 se v tomtéž oboru habilitoval a v roce 1990 byl jmenován profesorem.
V roce 1988 se ujal funkce rektora pardubické univerzity, když ve funkci vystřídal dlouholetého rektora Jiřího Klikorku. Po sametové revoluci jej ve funkci nahradil Josef Panchartek.
Ivan Machač byl ženatý s docentkou Ludmilou Machačovou. Zemřel v prosinci 2020 ve věku 83 let. Poslední rozloučení proběhlo v lednu 2021 v Pardubickém krematoriu.